# Breuil (Somme)
Breuil ist eine nordfranzösische Gemeinde mit 45 Einwohnern (Stand 1. Januar 2022) im Département Somme in der Region Hauts-de-France. Die Gemeinde liegt im Arrondissement Péronne, gehört zum Kanton Ham und ist Teil des Gemeindeverbandes Est de la Somme.

## Toponymie
Die Bezeichnung Breuil leitet sich vom keltischen Begriff brogilo (eingehegter Wald) ab.

## Geographie
Breuil liegt rund 6 km südöstlich von Nesle am Petit Ingon, dessen Verlauf hier der Canal du Nord folgt. Eine Brücke über den Kanal verbindet den Ort mit Bacquencourt, einem Ortsteil der Gemeinde Hombleux. Das Schloss befindet sich im Südosten der Bebauung.

## Geschichte
Die Gemeinde erhielt als Auszeichnung das Croix de guerre 1914–1918.

## Einwohner
| 1962 | 1968 | 1975 | 1982 | 1990 | 1999 | 2006 | 2010 |
| ---- | ---- | ---- | ---- | ---- | ---- | ---- | ---- |
| 86   | 96   | 68   | 59   | 69   | 66   | 51   | 54   |

## Verwaltung
Bürgermeister (maire) ist seit 2001 Daniel de Witasse Thezy.